# فلاديمير كازاكوف
فلاديمير كازاكوف (بالروسية: Казаков, Владимир Валерьевич)‏ (26 نوفمبر 1970 في روسيا - ) هو مدرب كرة قدم ولاعب كرة قدم روسي (وحمل سابقاً جنسية الاتحاد السوفيتي) في مركز الوسط. لعب مع أف سي موسكو وأورالان إليستا وتوربيدو موسكو وشينيك ياروسلافل ولوخ إينيرجيا فلاديفوستوك وFC Nizhny Novgorod (2007) ‏ ونادي توسنو وFC Dynamo Vologda ‏ وFC Lokomotiv Nizhny Novgorod ‏.

## وصلات خارجية
- فلاديمير كازاكوف على موقع قاعدة بيانات كرة القدم.إي يو (الإنجليزية)
- فلاديمير كازاكوف على موقع Soccerway.com (الإنجليزية)
- فلاديمير كازاكوف على موقع عالم كرة القدم.نت (الإنجليزية)